# Коломбе ле Сек
Коломбе ле Сек (фр. Colombé-le-Sec) насеље је и општина у североисточној Француској у региону Шампањ-Арден, у департману Об која припада префектури Бар сир Об.
По подацима из 2011. године у општини је живело 146 становника, а густина насељености је износила 16,63 становника/km². Општина се простире на површини од 8,78 km². Налази се на средњој надморској висини од 243 метара.

## Демографија
| 1962. | 1968. | 1975. | 1982. | 1990. | 1999. | 2011. |
| ----- | ----- | ----- | ----- | ----- | ----- | ----- |
| 158   | 172   | 149   | 159   | 161   | 148   | 146   |

График промене броја становника у току последњих година